# Ben Clucas
Ben Clucas (ur. 28 stycznia 1984 w Frimley) – brytyjski kierowca wyścigowy.

## Kariera
Clucas rozpoczął karierę w wyścigach samochodowych w roku 2001, od startów w Brytyjskiej Formule Ford Zetec Junior, edycji zimowej Brytyjskiej Formuły Ford oraz w klasie drugiej Europejskiej Formuły Ford. w edycji brytyjskiej był czwarty, a w serii - piąty. W późniejszych latach startował także w Formule Ford Junior (mistrz w 2002 roku), Festiwalu Formuły Ford, National Supersports Great Britain, Brytyjskiej Formule Ford, Niemieckiej Formule Renault, Włoskiej Formule Gloria, Włoskiej Formule Renault, Brytyjskiej Formule Renault, Europejskiej Formule Renault, Formule 3 Euro Series, Europejskim Pucharze Caterham, Brytyjskiej Formule 3, V8 Supercars, Toyota Racing Series, Australijskiej Formule Ford, Japońskiej Formule 3, Spanish GT Championship, FIA GT3 European Championship, 24H Zolder, Speed UK Series, Britcar Silverstone 24hr, Dutch Supercar Challenge, V de V Challenge GT/Tourisme, V de V Challenge Endurance, Grand-Am - Continental Tire Sports Car Challenge, Speed EuroSeries, Grand American Rolex Series, Grand-Am - Continental Tire Sports Car Challenge oraz w V de V Michelin Endurance Series. W Formule 3 Euro Series wystartował w 2005 roku z luksemburską ekipą Team Midland Euroseries, jednak nigdy nie zdobywał punktów.